# 特洛伊鎮區 (北達科他州迪瓦德縣)
特洛伊鎮區（英語：Troy Township）是位於美國北達科他州迪瓦德縣的一個鎮區。

## 地方資料
特洛伊鎮區的面積為93.14平方千米，當中陸地面積為89.04平方千米，而水域面積為4.10平方千米。根據2020年美國人口普查的數據，當地共有人口35人，而人口密度為每平方千米0.38人。